# Hole in the Head
Hole in the Head – pierwszy singel zespołu Sugababes z ich trzeciego studyjnego albumu Three. Wydany w październiku 2003, stał się #1 na brytyjskiej liście przebojów.

## Lista utworów

### Wydany w Wielkiej Brytanii CD 1
1. Hole In The Head – 3:38
2. Who – 3:47
3. Hole In The Head (Full Intention Vocal Mix) – 9:48
4. Hole In The Head (Video) – 3:38

### Wydany w Wielkiej Brytanii CD 2
1. Hole In The Head (Clean Radio Edit) – 3:38
2. This Ain't A Party Thing – 4:00
3. Hole In The Head (Gravitas Clean Mix) – 8:27

### Wydany w USA
1. Hole in the Head [Radio Edit] – 3:38
2. Hole in the Head [Armand Van Helden Remix] – 7:33